# أنطونيو برناردو
أنطونيو برناردو (بالإيطالية: Antonio Bernardo؛ بالإنجليزية: Antonio Bernardo) هو جراح أعصاب إيطالي وأمريكي، ولد في القرن العشرين في سانتا ماريا أ فيكو في إيطاليا.